# Luiza Valdetaro
Luiza dos Santos Valdetaro (Rio de Janeiro, 7 de setembro de 1985) é uma atriz brasileira. Desde 2014 vive em Londres, onde comanda a produtora BlueMoon.

## Carreira
De extração italiana, em 2002 fez figuração nos primeiros capítulos da temporada de 2002 de Malhação como uma aluna frequentadora do clube, até estrear em uma novela fixa, como a  personagem Gabi, em Celebridade. Após esse trabalho, participou da novela América, como Manu, amiga de Lourdinha, vivida por Cléo Pires e Raissa vivida pela atriz Mariana Ximenes. Em 2006, viveu sua primeira protagonista na novela teen Malhação. Também interpretou a personagem Glória, em Viver a Vida de Manoel Carlos. Em 2011 esteve na telenovela Cordel Encantado das autoras Duca Rachid e Thelma Guedes, como Antônia, uma das protagonistas da trama.
Em 2012 interpretou uma das protagonistas do remake de Gabriela, obra de Jorge Amado adaptada por Walcyr Carrasco e direção de Mauro Mendonça Filho -  como Gerusa Bastos, neta de Ramiro Bastos (Antônio Fagundes), e par romântico da trama com Mundinho Falcão (Mateus Solano). Entre 2013 e 2014 integra o elenco da novela das 18h, Joia Rara, como Hilda, uma aspirante a cantora, filha de Ernest (José de Abreu) e irmã de Franz (Bruno Gagliasso). Em 2014 decide mudar-se para Londres, no Reino Unido, onde tornou-se sócia da produtora multinacional BlueMoon.

## Vida pessoal
Luiza é formada em Artes Cênicas pela Universidade Federal do Estado do Rio de Janeiro (UNIRIO). Em 2006 se casou com o empresário Alberto Blanco, com quem já namorava havia dois anos. Em 2008 nasceu sua primeira filha, Maria Luiza Valdetaro Blanco. A menina teve diagnóstico de leucemia no início de 2012 e passou por tratamento quimioterápico. Em 18 de março de 2014, Luiza divulgou que estava separada de Alberto.
Ainda em 2014 começou a namorar o empresário da área de petróleo Mariano Marcondes Ferraz, com quem se casou em 3 de outubro de 2015 no hotel Copacabana Palace.Logo após anuncia estar grávida de sua segunda filha, Sophia Valdetaro Marcondes Ferraz, nascida em 2 de julho de 2016. No dia 26 de outubro de 2016 seu marido é preso pela Operação Lava Jato, acusado de corrupção e lavagem de dinheiro. Após a condenação oficial do empresário a 10 anos de prisão em 2018, o casal decidiu se separar para não interferir na vida de Luiza.

## Filmografia

### Televisão
| Ano  | Título               | Personagem              | Nota                       |
| ---- | -------------------- | ----------------------- | -------------------------- |
| 2002 | Malhação             | Amiga de Nanda          | Episódio: "12 de setembro" |
| 2003 | Celebridade          | Gabriela Santino (Gabi) |                            |
| 2005 | América              | Manuela Valente (Manu)  |                            |
| 2006 | Malhação             | Manuela Prado (Manu)    | Temporada 13               |
| 2007 | Pé na Jaca           | Tânia                   | Episódios: "6–7 de março"  |
| 2008 | Ciranda de Pedra     | Mirna Valentim          |                            |
| 2009 | Deu a Louca no Tempo | Nina / Ruth             |                            |
| 2009 | Viver a Vida         | Glória Silveira         |                            |
| 2011 | Cordel Encantado     | Antônia Cabral          |                            |
| 2012 | Gabriela             | Gerusa Bastos Falcão    |                            |
| 2013 | Joia Rara            | Hilda Hauser            |                            |

### Cinema
| Ano  | Título                    | Papel            |
| ---- | ------------------------- | ---------------- |
| 2010 | Bed & Breakfast           | Babita           |
| 2014 | O Candidato Honesto       | Amanda           |
| 2014 | Like Sunday, Like Rain    | Corina           |
| 2016 | Se a Vida Começasse Agora | Bia              |
| 2016 | King of Oil               | Denise Eisenberg |